# Солнечный фотометр

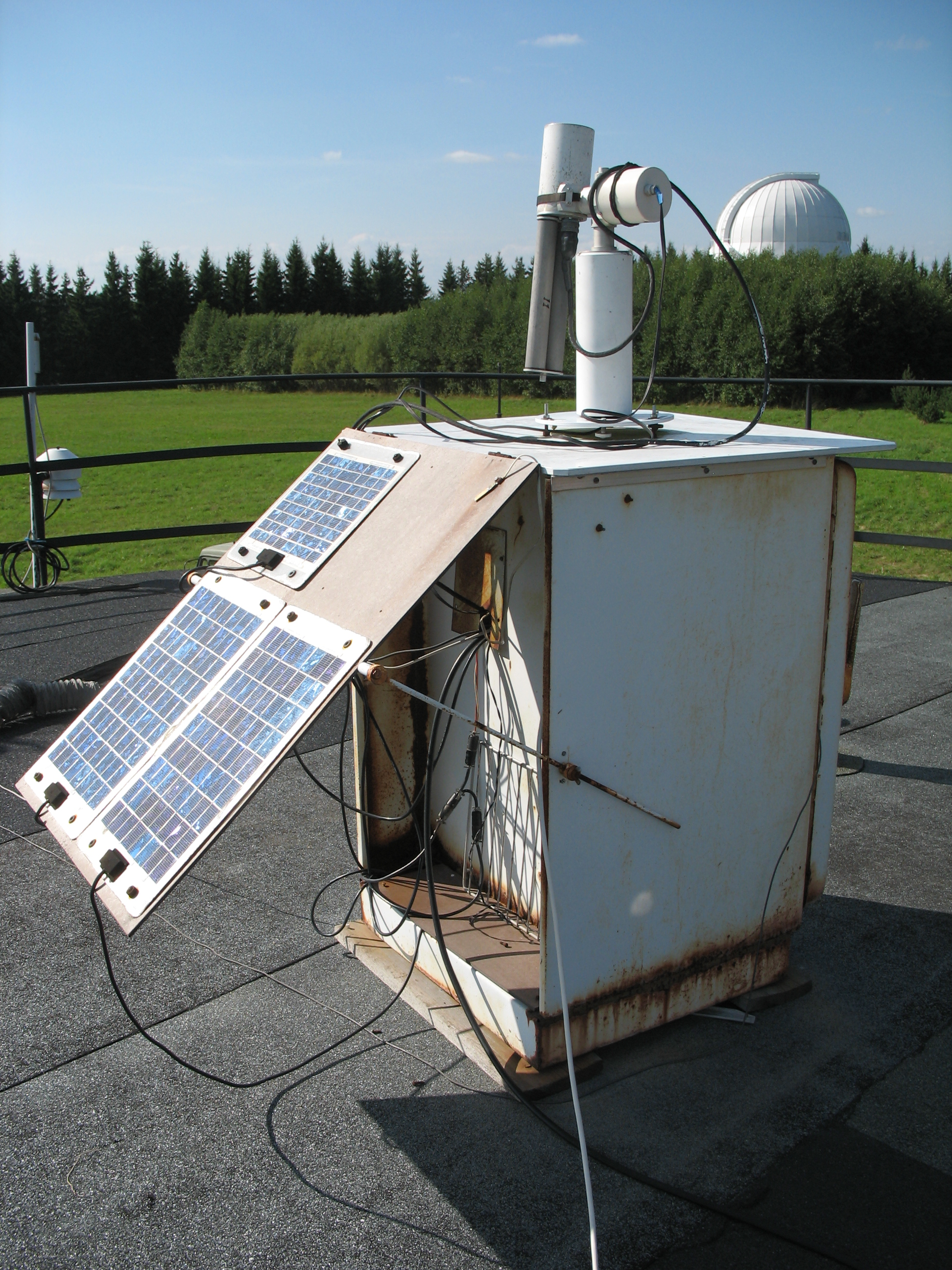
Солнечный фотометр CIMEL 318A в Тыравере.

Солнечный фотометр — тип фотометра, конструкция которого позволяет сохранять направление на Солнце. Современные солнечные фотометры являются автоматизированными инструментами, оснащёнными установкой, позволяющей следить за Солнцем, спектральным фильтром, фотодетектором, системой сбора данных.
Если солнечный фотометр расположен в пределах земной атмосферы, то измеренный поток излучения окажется меньше, чем поток от Солнца на границе атмосферы, поскольку при прохождении через атмосферу поток уменьшается вследствие атмосферного поглощения и рассеяния. Таким образом, измеренный поток представляет собой комбинацию солнечного потока и влияния атмосферы, связь между этими величинами показана в законе 
Бугера.
Влияние атмосферы можно учесть с помощью экстраполяции Лэнгли. Данный метод позволяет  определить  поток излучения Солнца за пределами атмосферы по наземным наблюдениям. После определения данной величины по наблюдениям на солнечном фотометре можно исследовать свойства атмосферы, например, определять её оптическую толщину. Также, если измеряется поток в двух различных интервалах спектра, то можно определить концентрацию в вертикальном направлении таких газов, как водяной пар, озон. 